# ۷۱۳ (میلادی)
۷۱۳ (میلادی) هفتصد  و سیزدهمین سال تقویم میلادی است.عمر

## درگذشتگان
‎